# Војислав Богдановић Сељо
Војислав Богдановић Сељо (Раброво, код Кучева, 1903 — Царевац, код Пожаревца, 8. јун 1943) био је учесник Народноослободилачке борбе и народни херој Југославије.

## Биографија
Рођен је 1903. године у Раброву код Кучева, у сељачкој породици.
Члан Комунистичке партије Југославије постао је 1940. године, а 1941. активно је учествовао у припремама за оружани устанак.
Због свога угледа у Раброву и другим околним селима допринео је учвршћивању утицаја Комунистичке партије у тим селима. На почетку устанка, био је изабран за члана народноослободилачког одбора који је био формиран на ослобођеној територији у Раброву и био члан Среског комитета КПЈ.
Средином 1943. године, заједно са Бошком Вребаловим, ухватили су га четници. Након мучења су га убили.
Указом председника ФНРЈ Јосипа Броза Тита 27. новембра 1953. проглашен је за народног хероја.